# Eltânia André
ELTÂNIA Maria de Sousa ANDRÉ (Cataguases, 28 de agosto de 1966) é psicóloga e escritora.
[1]
Em sua terra natal fez os estudos primário e secundário, tendo trabalhado na indústria têxtil. É escritora, com graduação em Administração de Empresas e Psicologia, com pós-graduação em Saúde Pública e Psicopatologia USP - (Universidade de São Paulo). Morou em Belo Horizonte, onde trabalhou numa concessionária de veículos; e em São Paulo, como psicóloga concursada, atuou no CAPS – Centro de Atenção Psicossocial de São Bernardo do Campo. Tem trabalhos e participações em diversos jornais, revistas e suplementos culturais.[2] [3] [4] Vive atualmente em Lisboa.[5]

## Obras publicadas
- Meu nome agora é Jaque  (Contos, Editora Rona, Belo Horizonte, 2007)
- Manhãs adiadas (Contos, Ed. Dobra, São Paulo, 2012) - Finalista do prêmio Portugal Telecom [6][7]
- Diolindas - em coautoria com Ronaldo Cagiano (Romance, Ed. Penalux, São Paulo, 2016.)
- Para fugir dos vivos  (Romance, Editora Patuá, São Paulo, 2015)
- Duelos (Contos, Editora Patuá, São Paulo, 2018) [8]
- Terra dividida (Romance, Editora Laranja Original, São Paulo, 2020)

## Participação em Antologias
- Antologia Concurso de Contos (Edição da Prefeitura de Santa Maria, RS, 2011)
- 100 contos de até 100 caracteres - Org. Sérgio Tavares  (Jornal Opção, Goiânia, 2015)
- Mulherio das Letras – Antologia de prosa (Ed. Mariposa Cartonera, PB, 2017)
- Perdidas: Histórias para crianças que não têm vez - Org. Alexandre Staut e Kátia Gerlach (Imã Editorial, Rio, 2017)
- LulaLivro & LulaLivre - Antologia-manifesto, Org. Marcelino Freire e Ademir Assunção (SP, 2018)
- Contos de quarentena, Org. Mauro Paz (Ed.  Amazon, 2020)
- Micros-Beagá, Org. Rauer Ribeiro Rodrigues (Pangeia Editora, Belo Horizonte, 2021)